# Жарновица
Жарновица (слч. Žarnovica, мађ. Zsarnóca) град је у Словачкој, који се налази у оквиру Банскобистричког краја, где је у саставу округа Жарновица.

## Географија
Жарновица је смештена у средишњем делу државе. Главни град државе, Братислава, налази се 160 km источно од града.
Рељеф: Жарновица се развила у западној подгорини планинског венца Татри. Насеље се налази у долини реке Хрон, испод планина Втачник и Штјавничких Врхи. Град је положена на приближно 230 m надморске висине.
Клима: Клима у Жарновици је умерено континентална.
Воде: Жарновица се развила на великој словачкој реци Хрон. Град је смештен на њеној десној обали, на месту где се Клаковски поток улива у реку.

## Историја
Људска насеља на овом простору датирају још из праисторије. Насеље под данашњим именом први пут се спомиње 1332. године, као место насељено Словацима. Током следећих векова град је био у саставу Угарске.
Крајем 1918. Жарновица је постала део новоосноване Чехословачке. У време комунизма град је нагло индустријализован, па је дошло до наглог повећања становништва. После осамостаљења Словачке град је постао њено општинско средиште, али је дошло до привредних тешкоћа у време транзиције.

## Становништво
| Година:    | 1994. | 2004.   | 2014.   | 2024.    |
| ---------- | ----- | ------- | ------- | -------- |
| Број људи: | 6591  | 6522    | 6430    | 5576     |
| Разлика:   |       | -1,04 % | -1,41 % | -13,28 % |

| Година:    | 2023. | 2024.   |
| ---------- | ----- | ------- |
| Број људи: | 5669  | 5576    |
| Разлика:   |       | -1,64 % |

Данас Жарновица има близу 6.500 становника и последњих година број становника опада.
Етнички састав: По попису из 2001. састав је следећи:
- Словаци - 95,6%,
- Роми - 1,6%,
- Чеси - 0,7%,
- остали.

Верски састав: По попису из 2001. састав је следећи:
- римокатолици - 78,4%,
- атеисти - 15,2%,
- лутерани - 1,3%,
- остали.